# Новоставцы (Львовская область)
Новоставцы (укр. Новоставці) — село в Лопатинской поселковой общине Шептицкого района Львовской области Украины.
Население по переписи 2001 года составляло 362 человека. Занимает площадь 1,105 км². Почтовый индекс — 80260. Телефонный код — 3255.